# Lizan van Dijk

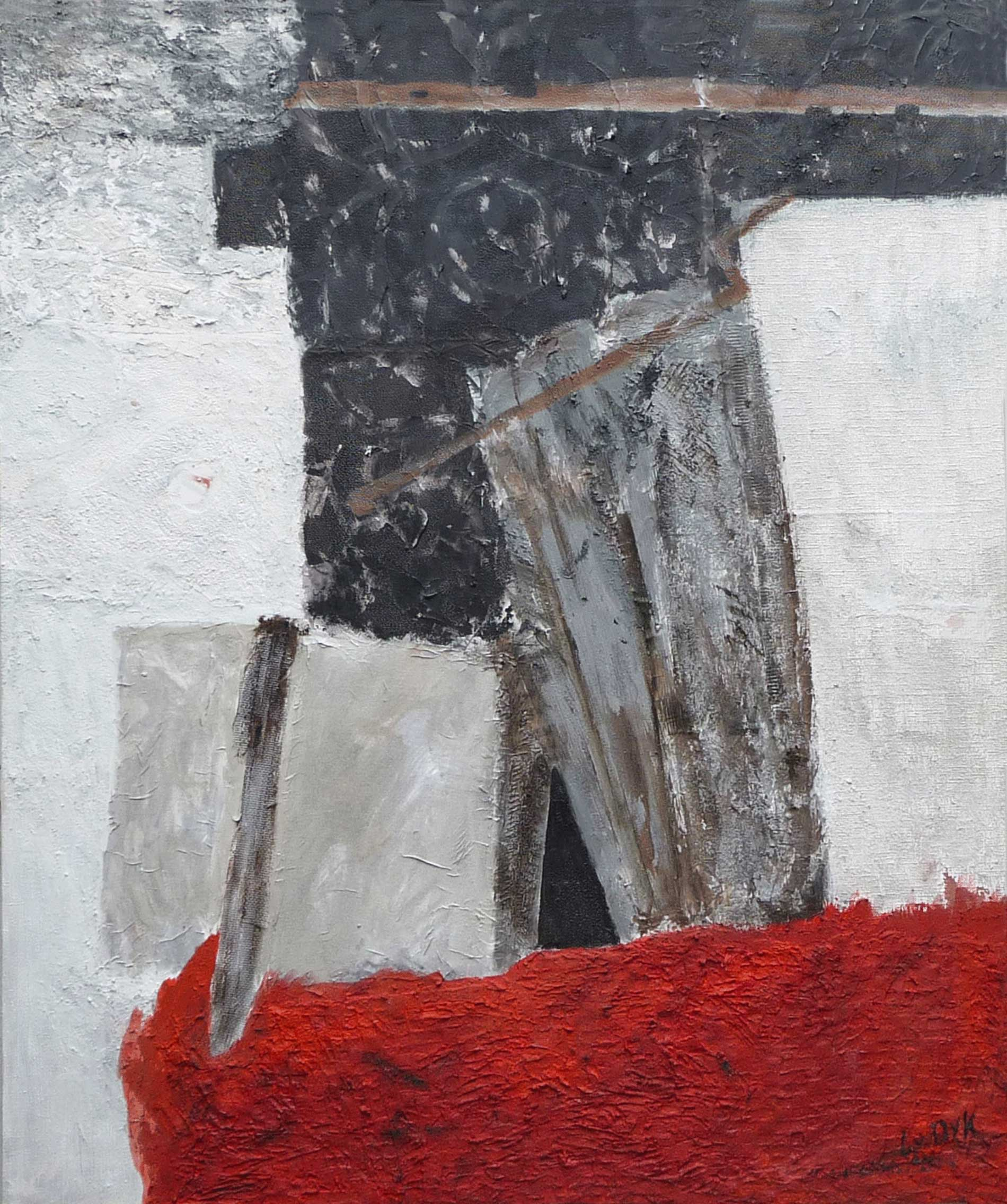

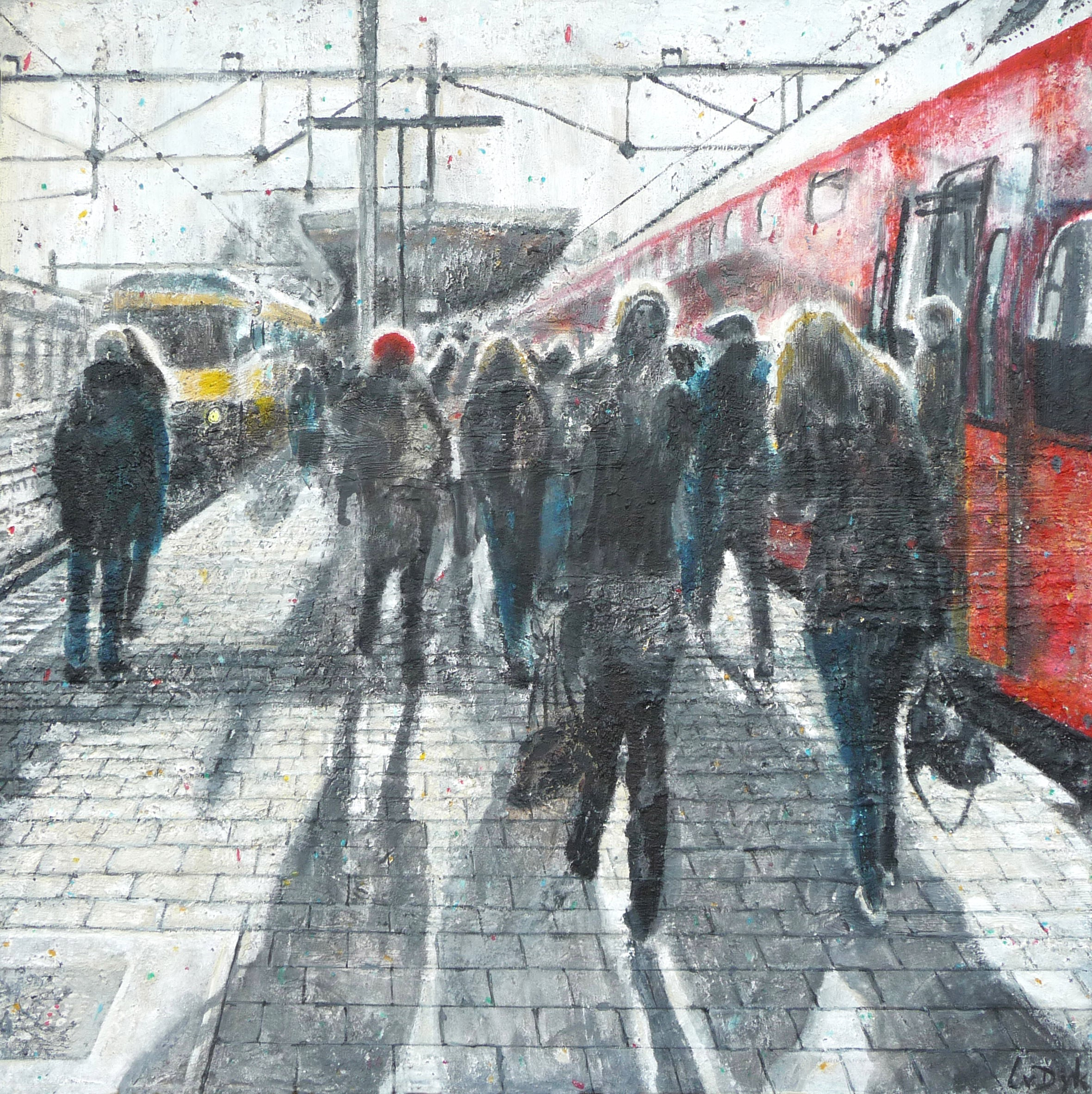

Lizan van Dijk (Haarlemmermeer, 1948) is een Nederlands beeldend kunstenaar.

## Leven
Van Dijk is afkomstig uit een kunstenaarsfamilie: haar grootvader Wijnand Geraedts, moeder Paula Geraedts en oom Pieter Geraedts waren allen kunstenaars. Als kind heeft ze geregeld voor hen geposeerd.
Van Dijk ging naar het Sancta Maria-lyceum in Haarlem en maakte in haar tienerjaren wandkleden. Daarna volgde ze een opleiding aan de Rietveld Academie. Na haar studie werd ze lid van Kunst Zij Ons Doel, de beroepsvereniging van Haarlemse kunstenaars en van De Haagse Kunstkring.
Van Dijk exposeerde onder meer in Galerie De Waag in Haarlem, Pulchri Studio in Den Haag, De Haagse Kunstkring, De Etalage in Roosendaal en in de Franse plaats Limogne-en-Quercy. Verder ook bij Van Duivenboden Interieur Haarlem, Vishal Haarlem, Bonnefantenmuseum Maastricht, Museum Kranenburgh in Bergen, Gemeentehuis Ommen, Galerie Article in Wijk bij Duurstede, Choc Studio Haarlem, Museum de Casteelse Poort in Wageningen, Gemeentehuis Emmeloord, Concordia in Enschedé, Galerie De Enghel in De Rijp, Orpheus Apeldoorn, Stadsbibliotheek Haarlem, Gemeentehuis Wittenburg in Stompetoren, Stadstheater De Bond Oldenzaal, De Bakkerij kunsthuis in Bergen a/d Maas, Museum Nagele, De Kloostergangen van stadhuis Haarlem, Het Keramisch Centrum Nederland, Galerie Delfi Form in Zwolle, Kunstuitleen Den Helder, Galerie De Hollandsche Maagd Gouda, Ernst & Young in Den Haag, Het Oude Stadhuys Gouda, Stadhuis Enkhuizen, Galerie van Rossum in Breda, Kunst centrum Haarlem, Galerie en Kunstwinkel Dabekaussen in Sittard en ABC Architectuurcentrum in Haarlem.   
Van Dijk heeft een atelier in de Doelstraat in Haarlem en had tevens een huis met atelier in de Lot in Zuid-Frankrijk. en heeft 'Open Atelier' met de Kunstlijn Haarlem, de bekende kunstroute in het eerste weekend van november.

## Werk
Vanaf 2014 tot 2020 werkte Lizan van Dijk als hoofdredacteur voor kunsttijdschrift Pandora, samen met Ruud Vermeer.
Ze schildert met acrylverf op linnen, met of zonder structuur. Ze maakt zowel figuratieve als abstracte schilderijen. De onderwerkkeuze voor haar figuratieve werk is wisselend. Zo heeft ze een serie 'Past', schilderijen van oude deuren en muren, een serie 'Enclosure', over een keuzeproces binnen begrenzing,  en 'Terminus', een serie over over aankomst en vertrek op stations. Met name van de laatste serie is veel aangekocht door kunstverzamelaars in binnen- en buitenland. 
Zelf geeft ze aan dat haar abstracte schilderijen doorgaans niet op iets lijken maar dat de betekenis open is voor interpretatie. 
Voor haar muurobjecten en sculpturen maakt ze gebruik van allerlei materialen, zoals hout, metaal, epoxy en kunststof. De materialen voor de objecten vindt ze vaak op markten in Nederland en Frankrijk.